# تكثر نسيج البيض
تَكَثُّرُ نَسيج البِيض هو مرضٌ فيروسي خبيثٌ يُشبه ابيضاض الدم، حيث يحدثُ في الحيوانات، خصوصًا الدواجن والبقر.

## الأنواع
- تكثر نسيج البيض البقري
  - تكثر نسيج البيض البقري حيواني التوطن، الناجم عن فيروس ابيضاض الدم البقري [الإنجليزية].[2]
  - تكثر نسيج البيض البقري الفرادي
  - ساركومة لمفية عِجلية
- تكثر نسيج البيض في الخنازير
- تكثر نسيج البيض في الأحصنة
- تكثر نسيج البيض في الخرفان[3]
- تكثر نسيج البيض الهري (القطي)
  - فيروس ابيضاض الدم الهري [الإنجليزية]
- تكثر نسيج البيض الطيري والأمراض المتعلقة به
  - فيروس ساركومة تكثر نسيج البيض الطيري [الإنجليزية]
    - تكثر نسيج البيض اللمفاني
    - كثرة أرومات الحمر
    - تصخر العظم
    - وجود أرومات النقويات بالدم
    - ورام نقوي[4]